# Za-Kpota
Za-Kpota è una città situata nel dipartimento di Zou nello Stato del Benin con 97 733 abitanti (stima 2006).